# Liste von Persönlichkeiten der Stadt Kinshasa
Die folgende Liste enthält Personen, die in der kongolesischen Hauptstadt Kinshasa geboren wurden, sowie solche, die zeitweise dort gelebt und gewirkt haben. Die Liste erhebt keinen Anspruch auf Vollständigkeit.

## In Kinshasa geborene Persönlichkeiten

### 20. Jahrhundert

#### 1901 bis 1960
- Joseph-Albert Kardinal Malula (1917–1989), Erzbischof von Kinshasa
- Joseph Iléo (1921–1994), Politiker und Premierminister der Demokratischen Republik Kongo
- Cyrille Adoula (1923–2008), Politiker und Premierminister der Demokratischen Republik Kongo
- Henri Lopès (1937–2023), Schriftsteller, Diplomat und Politiker
- Mafu Kibonge (* 1945), Fußballspieler
- Sam Mangwana (* 1945), Sänger und Komponist
- François Ombanzi (* 1947), Radrennfahrer
- Hugo Sigal (* 1947), belgischer Sänger
- Adrienne Ekila Liyonda (1948–2006), Diplomatin und Politikerin
- Jean Barnabe (* 1949), Radrennfahrer
- Samuel Kibamba (* 1949), Radrennfahrer
- Etepe Kakoko (* 1950), Fußballspieler
- Fidèle Nsielele Zi Mputu (* 1950), römisch-katholischer Bischof von Kisantu
- Pépé Kallé (1951–1998), Sänger und Musiker
- Daniel Nlandu Mayi (1953–2021), katholischer Geistlicher, Bischof von Matadi
- Dominique Bulamatari (1955–2024), römisch-katholischer Bischof von Molegbe
- Martin Fayulu (* 1956), Politiker
- Koffi Olomidé (* 1956), Sänger
- Sabine de Bethune (* 1958), belgische Politikerin (CD&V)
- José Moko Ekanga (* 1958), römisch-katholischer Bischof von Idiofa
- Jean-Santos Muntubila (* 1958), Fußballspieler
- Martin N’Kouka (* 1958), Fußballspieler
- Espérance-François Bulayumi (* 1959), kongolesisch-österreichischer Schriftsteller

#### 1961 bis 1980
- Florent Ibengé (* 1961), französisch-kongolesischer Fußballspieler
- Bona Mangangu (* 1961), Schriftsteller und Maler
- Samy Badibanga (* 1962), Politiker
- Timothée Bodika Mansiyai (* 1962), römisch-katholischer Bischof von Kikwit
- José-Claude Mbimbi Mbamba (* 1962), römisch-katholischer Bischof von Boma
- Felix Wazekwa (* 1962), Musiker
- Félix Tshisekedi (* 1963), Politiker, Präsident seit 2019
- Vincent Tshomba Shamba Kotsho (* 1963), römisch-katholischer Geistlicher und Bischof von Tshumbe
- Jean-Jacques Conceição (* 1964), angolanisch-portugiesischer Basketballspieler
- Elombo Bolayela (* 1965), deutscher Politiker (SPD)
- Dikembe Mutombo (1966–2024), Basketballspieler (NBA)
- Joseph-Bernard Likolo Bokal’Etumba (* 1967), römisch-katholischer Geistlicher und Bischof von Lisala
- Franck Mwe di Malila (* 1968), Politiker
- Jean-Crispin Kimbeni Ki Kanda (* 1969), römisch-katholischer Geistlicher und Bischof von Kisantu
- Elisabeth Bakambamba Tambwe (* 1971), Tänzerin, Choreografin und Künstlerin
- Musemestre Bamba (* 1971), Fußballspieler
- Laurent Capelluto (* 1971), belgischer Schauspieler
- Sindika Dokolo (1972–2020), Geschäftsmann und Kunstsammler
- Claude Makélélé (* 1973), französischer Fußballnationalspieler
- Edouard Isango Nkoyo (* 1973), römisch-katholischer Geistlicher, Weihbischof in Kinshasa
- Ya Kid K (* 1973), belgische Rapperin und Sängerin
- Jean-Kasongo Banza (1974–2024), Fußballspieler
- Kaysha (* 1974), französischer Rapper, Sänger und Produzent
- Blaise Nkufo (* 1975), Schweizer Fußballspieler
- Hervé Nzelo-Lembi (* 1975), belgisch-kongolesischer Fußballspieler
- Ferre Gola (* 1976), Soukous-Musiker
- Mundaba Kisombe (* 1976), Fußballspieler
- Ali Lukunku (* 1976), französisch-kongolesischer Fußballspieler
- Jason Mayélé (1976–2002), Fußballspieler
- Mbo Mpenza (* 1976), belgischer Fußballspieler
- Fally Ipupa (* 1977), Sänger, Tänzer und Musikproduzent
- Skito Litimba (* 1977), Fußballspieler
- Serge Menga (* 1977), deutscher politischer Aktivist und DJ
- Kizito Musampa (* 1977), niederländischer Fußballspieler
- Alain Masudi (* 1978), Fußballspieler
- Emil Noll (* 1978), deutsch-kongolesischer Fußballspieler
- Carlos Fernandes (* 1979), portugiesisch-angolanischer Fußballspieler
- Péguy Luyindula (* 1979), französischer Fußballnationalspieler
- Youssoupha (* 1979), französischer Rapper
- Didier Ilunga-Mbenga (* 1980), belgisch-kongolesischer Basketballspieler
- Lomana LuaLua (* 1980), Fußballspieler
- Olivier Nzuzi (* 1980), Fußballspieler

#### 1981 bis 1990

##### 1981 bis 1985
- Steve Bandoma (* 1981), Künstler
- Damien Kabengele (* 1981), französisch-kongolesischer Handballspieler
- Gaby Mudingayi (* 1981), belgischer Fußballspieler
- Ariza Makukula (* 1981), kongolesisch-portugiesischer Fußballspieler
- Zola Matumona (* 1981), Fußballspieler
- Mobulu M’Futi (* 1981), kongolesisch-schweizer Fußballspieler
- Gaby Mudingayi (* 1981), belgisch-kongolesischer Fußballspieler
- Yannick Bapupa (* 1982), Fußballspieler
- Belmond Nsumbu Dituabanza (* 1982), Fußballspieler
- Hérita Ilunga (* 1982), Fußballspieler
- René Makondele (* 1982), Fußballspieler
- Jessy Matador (* 1982), Sänger und Tänzer
- Dituabanza Nsumbu (* 1982), Fußballspieler
- Mazuwa Nsumbu (* 1982), Fußballspieler
- Addy-Waku Menga (* 1983), Fußballspieler
- Sylabil Spill (* 1983), deutscher Rapper
- Thérèse Kayikwamba Wagner (* 1983), Politikwissenschaftlerin und Diplomatin
- Patrick Tshinozola Batshi (* 1984), Fußballspieler
- Eric Kabongo (* 1984), belgischer Filmschauspieler
- Domi Kumbela (* 1984), deutsch-kongolesischer Fußballspieler
- Leroy Lita (* 1984), englischer Fußballspieler
- Cédric Makiadi (* 1984), deutsch-kongolesischer Fußballspieler
- Safi Nyembo (* 1984), deutsch-kongolesische Fußballspielerin
- Mbala Mbuta Biscotte (* 1985), Fußballspieler
- Trésor Mputu Mabi (* 1985), Fußballspieler
- Steve Mandanda (* 1985), französischer Fußballnationalspieler
- Dieumerci Mbokani (* 1985), Fußballspieler
- Freddy Mombongo-Dues (* 1985), deutsch-kongolesischer Fußballspieler
- Jonathan Tabu (* 1985), belgischer Basketballspieler

##### 1986 bis 1990
- Gims (* 1986), französischer Rapper
- Mohombi (* 1986), kongolesisch-schwedischer Popsänger
- Kosi Saka (* 1986), Fußballspieler
- Gabriel Zakuani (* 1986), Fußballspieler
- Danyo Ilunga (* 1987), deutsch-kongolesischer K1-Kämpfer
- Dioko Kaluyituka (* 1987), Fußballspieler
- Joël Kitenge (* 1987), luxemburgischer Fußballspieler
- Lelo Mbele (* 1987), Fußballspieler
- Youssuf Mulumbu (* 1987), Fußballspieler
- Emmanuel Ngudikama (* 1987), Fußballspieler
- Jeremy Bokila (* 1988), kongolesisch-niederländischer Fußballspieler
- Jirès Kembo Ekoko (* 1988), französisch-kongolesischer Fußballspieler
- Youri Kayembre Kalenga (* 1988), Boxer
- Fabrice Muamba (* 1988), englischer Fußballspieler
- Joël Omari Tshibamba (* 1988), kongolesisch-niederländischer Fußballspieler
- Christian Eyenga (* 1989), Basketballspieler
- Junior Kabananga (* 1989), Fußballspieler
- Hervé Lomboto (* 1989), Fußballspieler
- Cédric Mongongu (* 1989), Fußballspieler
- Geoffrey Mujangi Bia (* 1989), belgischer Fußballspieler
- Charles Nguela (* 1989), Schweizer Satiriker, Kabarettist, Parodist und Stand-up-Comedian
- Christian Benteke (* 1990), belgischer Fußballspieler
- Nill De Pauw (* 1990), belgisch-kongolesischer Fußballspieler
- Dimitry Imbongo (* 1990), französisch-kongolesischer Fußballspieler
- Wilson Kamavuaka (* 1990), deutsch-kongolesischer Fußballspieler
- Kazenga LuaLua (* 1990), Fußballspieler
- Junior Mapuku (* 1990), Fußballspieler
- Nzuzi Toko (* 1990), kongolesisch-schweizerischer Fußballspieler

#### 1991 bis 2000
- Christ Kasela Mbona (* 1991), deutsch-kongolesischer Fußballspieler
- Danny Mwanga (* 1991), kongolesisch-US-amerikanischer Fußballspieler
- Britt Assombalonga (* 1992), Fußballspieler
- Damso (* 1992), belgisch-kongolesischer Rapper, Sänger und Songwriter
- Héritier Luvumbu N’zinga (* 1992), Fußballspieler
- Christopher Mandiangu (* 1992), deutsch-kongolesischer Fußballspieler
- Magloire Nzeza Mayaula (* 1993), Volleyballspieler
- Stephane Mvibudulu (* 1993), deutscher Fußballspieler
- Jonathan Bolingi (* 1994), Fußballspieler
- Christian Luyindama (* 1994), Fußballspieler
- Budge Manzia (* 1994), Fußballspieler
- Chancel Mbemba (* 1994), Fußballspieler
- Chadrac Akolo (* 1995), Fußballspieler
- Merveille Bopé Bokadi (* 1996), Fußballspieler
- Elias (Rapper) (* 1996), deutscher Rapper
- Emmanuel Mudiay (* 1996), Basketballspieler
- Elia Meschack (* 1997), Fußballspieler
- Beni Baningime (* 1998), Fußballspieler
- Silas (* 1998), Fußballspieler
- Jona Efoloko (* 1999), britischer Sprinter
- Jonathan Leko (* 1999), englischer Fußballspieler
- Claudy M’Buyi (* 1999), französischer Fußballspieler
- Christopher Lungoyi (* 2000), Schweizer Fußballspieler
- Jacqueline Madogo (* 2000), kanadische Sprinterin
- Plamedi Nsingi (* 2000), kongolesisch-französischer Fußballspieler

### 21. Jahrhundert
- Pépé Bonet (* 2003), kongolesisch-französischer Fußballspieler
- Yannick Nzosa (* 2003), Basketballspieler